# 13 ianuarie
ianuarie • februarie • martie  • aprilie  • mai  • iunie  • iulie  • august  • septembrie  • octombrie  • noiembrie  • decembrie
13 ianuarie este a 13-a zi a calendarului gregorian. Mai sunt 352 de zile până la sfârșitul anului (353 de zile în anii bisecți).

## Evenimente

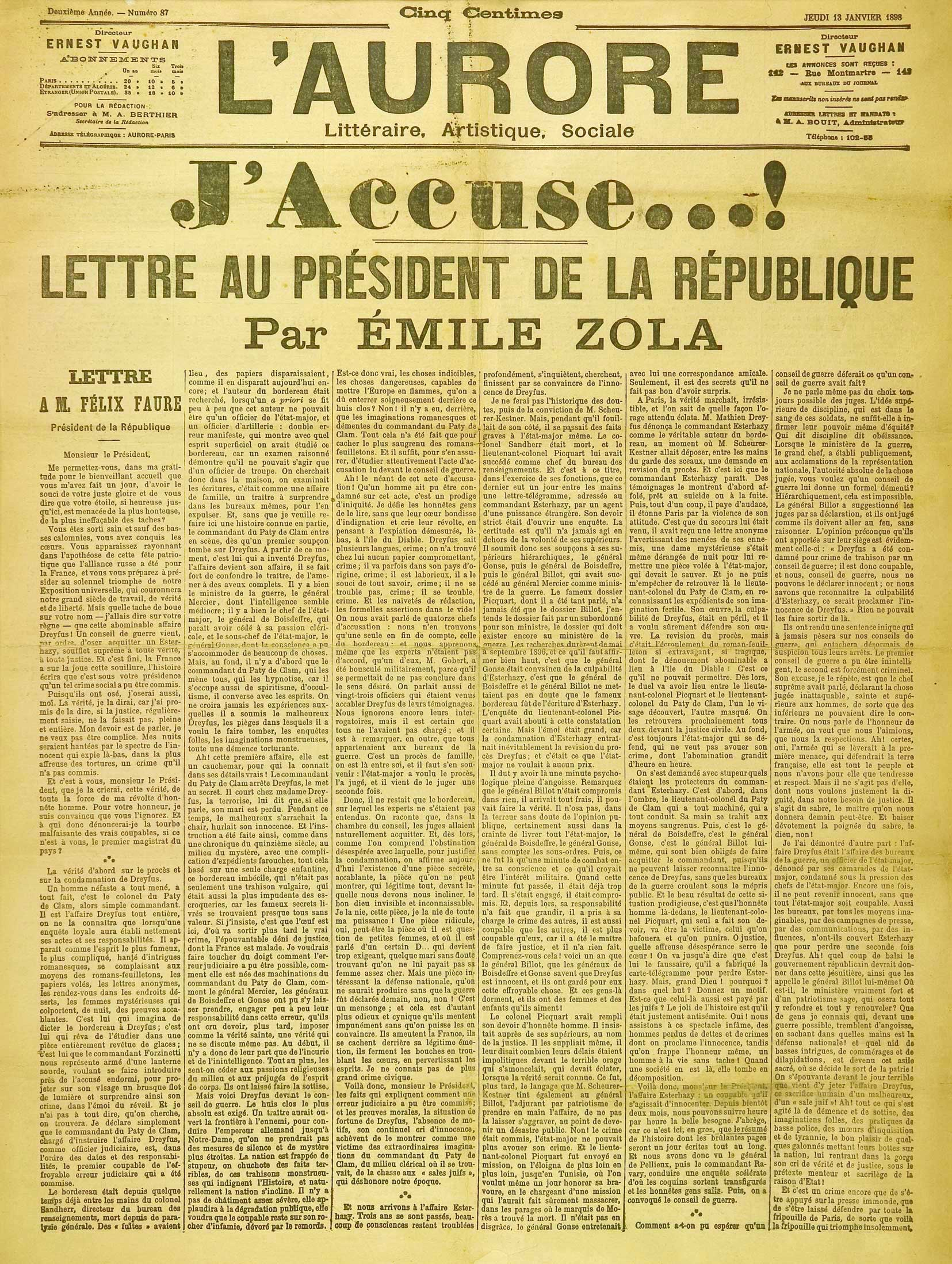
1898: Este publicat articolul "J'accuse" a lui Émile Zola.

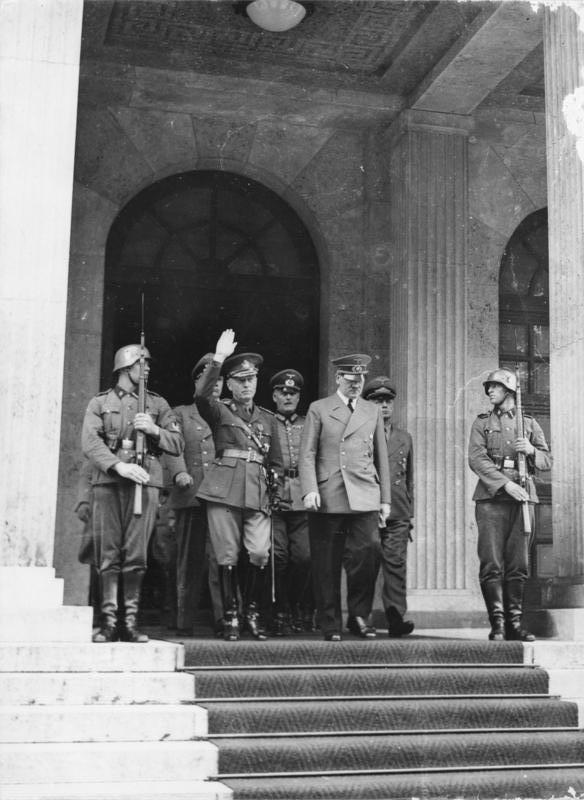
1941: Generalul Ion Antonescu efectuează o vizită în Germania, în cursul căreia are o întrevedere cu Adolf Hitler, obținând sprijinul acestuia în conflictul intern dintre el și Mișcarea Legionară.

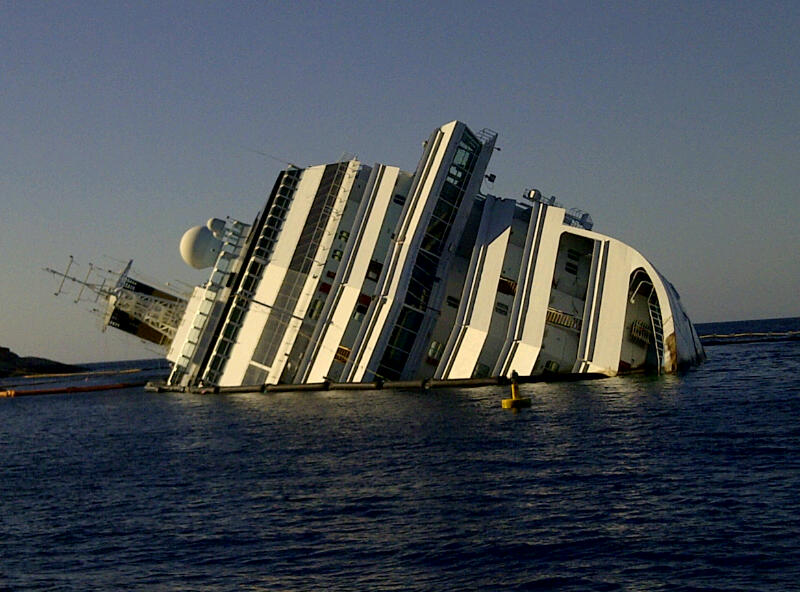
2012: Nava de pasageri Costa Concordia se scufundă pe coasta Italiei.

- 27 î.Hr.: Octavianus a reorganizat statul și armata, statul roman devenind Principat (d. 14 d.Hr.)
- 1328: Eduard al III-lea al Angliei se căsătorește cu Filipa de Hainault, fiica contelui de Hainault.
- 1602: Este publicată piesa lui William Shakespeare, „Nevestele vesele din Windsor”.
- 1610: Galileo Galilei descoperă cel de-al patrulea satelit al planetei Jupiter, Callisto.
- 1776: Războiul de independență al Statelor Unite: George Washington întră triumfal în New York în fruntea trupelor.
- 1832: A început aplicarea Regulamentului Organic în Moldova.
- 1854: A fost eliberat primul patent pentru un acordeon pe teritoriul american.
- 1898: Articolul "J'accuse" a lui Émile Zola a fost publicat în ziarul L’Aurore în legatura cu afacerea Dreyfus.
- 1906: Un incendiu puternic distruge orașul Panama.
- 1910: A avut loc prima transmisie radiofonică de operă: Enrico Caruso cântând pe scena Metropolitan-ului din New York este captat la 30 de km distanță.
- 1914: Are loc, la sala Clasic, premiera filmului istoric „Cetatea Neamțului”, după nuvela lui Costache Negruzzi și piesa lui Vasile Alecsandri. Realizat cu mijloace modeste, cu concursul ansamblului Național craiovean, filmul (care s-a pierdut) interesează în special pentru faptul că a fost scris și realizat de scriitorii Emil Gârleanu și Corneliu Moldovan.
- 1915: Un cutremur în Avezzano, Italia. Au decedat 29.800 de oameni.
- 1917: Catastrofa feroviară de la Ciurea, cel mai grav accident feroviar din România.
- 1918: Guvernul Rusiei Sovietice întrerupe relațiile diplomatice cu România (13/26 ianuarie). În legătură cu tezaurul României, sovietul comisarilor poporului al RSFS Ruse declară: "Tezaurul României, aflat în păstrare la Moscova, se declară intangibil pentru oligarhia română. Puterea sovietică își asumă răspunderea de a păstra acest tezaur pe care îl va preda în mâinile poporului român".
- 1923: După instaurarea dictaturii fasciste în Italia, la 29 octombrie 1922, regele îl însărcinează pe Benito Mussolini cu formarea guvernului. Crearea Marelui Consiliu Fascist.
- 1926: România aderă la Convenția de la Geneva din 9 decembrie 1923, referitoare la regimul internațional al căilor ferate, și la Convenția de la Geneva din 3 noiembrie 1923, privind simplificarea formalităților vamale.
- 1937: Sunt uciși, de comunistul Valter Roman, în localitatea Majadahonda, aproape de Madrid, în urma războiului civil spaniol, comandanții legionari, Ion Moța și Vasile Marin. În anul 1970, în memoria celor doi legionari, la Majadahonda, s-a ridicat un monument comemorativ.
- 1941: Generalul Ion Antonescu efectuează o vizită în Germania, în cursul căreia are o întrevedere cu Adolf Hitler, obținând sprijinul acestuia în conflictul intern dintre el și Mișcarea Legionară.
- 1942: Producătorul american de automobile, Henry Ford, primește brevetul pentru automobilul din plastic, care este cu 30% mai ușor decât o mașină obișnuită.
- 1964: "Capitol Records" a lansat primul single The Beatles în SUA, „I wanna hold your hand”, care a atins cifra de un milion de exemplare vândute, după numai 3 săptămâni.
- 1964: Karol Wojtyla, viitorul Papă Ioan Paul al II-lea, este numit arhiepiscop de Cracovia, Polonia.
- 1967: Ziua eliberării naționale în republica Togo.
- 1990: La granița României cu RSS Moldovenească (ulterior Republica Moldova), este desființat gardul de sârmă ghimpată și sunt introduse facilități de trecere a frontierei.
- 1991: Trupele sovietice au ocupat Departamentul Securității Statului (tipografia din Vilnius). A avut loc atacul asupra televiziunii și centrului de presă din Vilnius, soldat cu morți și răniți
- 1993: Încep raiduri aeriene ale aliaților asupra sudului Irakului și a unei uzine de la periferia Bagdadului, care vor dura până la 18 ianuarie 1993. Irakul anunță că atacurile s-au soldat cu 44 de morți.
- 1993: A fost semnată, la Paris, „Convenția cu privire la interzicerea elaborării, producerii, depozitării și utilizării armamentului chimic și lichidarea acestuia”. A intrat în vigoare la 29 aprilie 1997.
- 1997: Biroul Adunării Parlamentare a Consiliului Europei a hotărât suspendarea statutului de invitat special, pentru Belarus, pe care l-a obținut în septembrie 1992.
- 1998: Ziua luptătorilor pentru libertatea Lituaniei, pentru a marca tragicele evenimente din 11-13 februarie 1991, când trupele sovietice au ocupat Departamentul Securității Statului (tipografia din Vilnius). A avut loc atacul asupra televiziunii și centrului de presă din Vilnius, soldat cu morți și răniți.
- 1999: Baschetbalistul american, Michael Jordan, și-a anunțat pentru a doua oară retragerea din circuitul NBA.
- 2001: În insula El Salvador a avut loc un cutremur cu magnitudinea 7,6 pe scara Richter. Bilanțul catastrofei: peste 5.000 de morți.
- 2006: Se inaugurează Stația Law-Racoviță, prima stație românească permanentă de cercetare și explorare din Antarctica.
- 2012: Nava de pasageri de croazieră Costa Concordia se scufundă pe coasta Italiei; 32 de decese, 2 persoane dispărute și 64 de răniți. Operațiunile de repunere pe linia de plutire a epavei navei de croazieră au început la 16 septembrie 2013 la ora 07.00 GMT și s-au finalizat la 17 septembrie 2013 la ora 02.00 GMT.[1]
- 2021: Președintele american Donald Trump este pus sub acuzare pentru a doua oară de Camera Reprezentanților, o premieră în istoria SUA. El a fost acuzat de „incitare la insurecție” ca urmare a comentariilor sale la un miting precedent asaltului asupra Capitoliului Statelor Unite.[2]

## Nașteri
- 1334: Hel II-lea al Castiliei (d. 1379)
- 1505: Joachim al II-lea Hector, Elector de Brandenburg (d. 1571)
- 1553: Henric al IV-lea al Franței, întemeietorul dinastiei de Burbon (d. 1610)
- 1760: Georg Franz Hoffmann, medic, botanist, ilustrator german (d. 1826)
- 1845: Félix Tisserand, astronom francez (d. 1896)
- 1864: Wilhelm Wien, fizician german, laureat Nobel (d. 1928)
- 1865: Prințesa Maria de Orléans (d. 1909)
- 1869: Prințul Emanuele Filiberto, Duce de Aosta, membru al Casei de Savoia (d. 1931)
- 1873: Vasile Suciu, mitropolit român, întâistătătorul Bisericii Române Unite cu Roma (d. 1935)

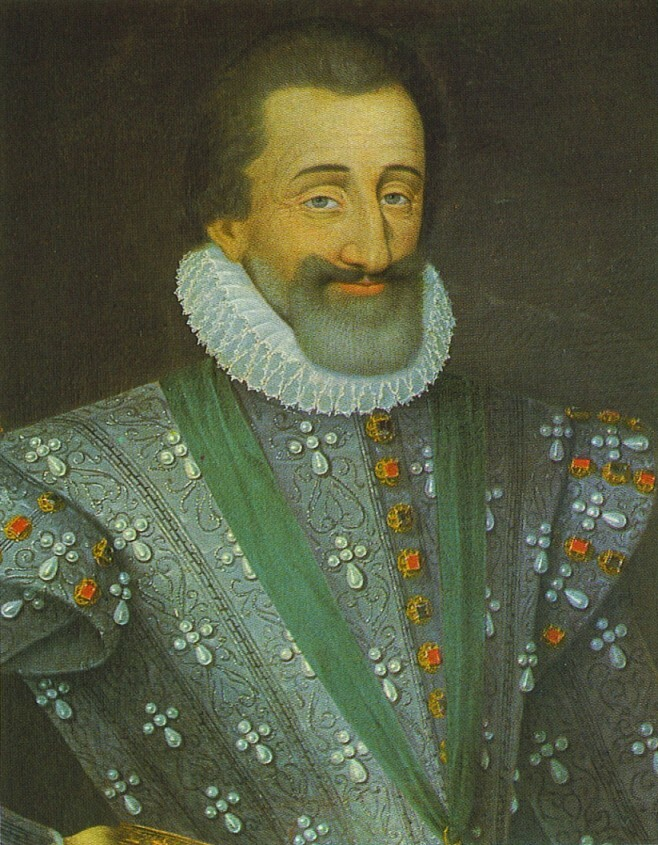
Henric al IV-lea al Franței
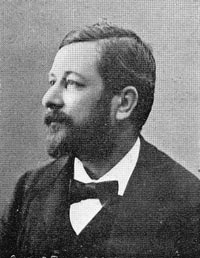
Félix Tisserand, astronom francez
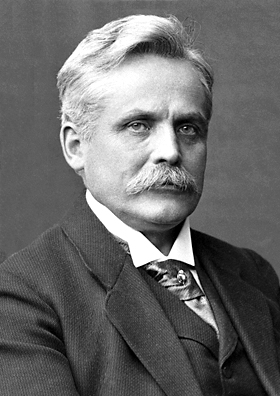
Wilhelm Wien, fizician german, laureat Nobel

- 1879: Ion Borcea, naturalist român (d. 1937)
- 1883: Prințul Arthur de Connaught, membru al familiei regale britanice (d. 1938)
- 1900: Prințul Nikita Alexandrovici al Rusiei, descendent al familiei imperiale ruse (d. 1974)
- 1917: George Petcu, poet român (d. 1939)
- 1927: Sydney Brenner, biolog sud-african, laureat Nobel (d. 2019)
- 1931: Flora Nwapa, scriitoare nigeriană (d. 1993)
- 1935: George Gană, critic și istoric literar român (d. 2010)
- 1936: Ștefan Tcaciuc, politician român (d. 2005)
- 1951: Bernard Loiseau, bucătar francez (d. 2003)
- 1954: Trevor Rabin, muzician sud-african
- 1956: Taye Atske Selassie, diplomat și politician etiopian, președinte al Etiopiei
- 1960: Eric Betzig, chimist american, laureat Nobel
- 1961: Julia Louis-Dreyfus, actriță americană
- 1964: Penelope Ann Miller, actriță americană
- 1964: Stephen Hendry, jucător scoțian de snooker

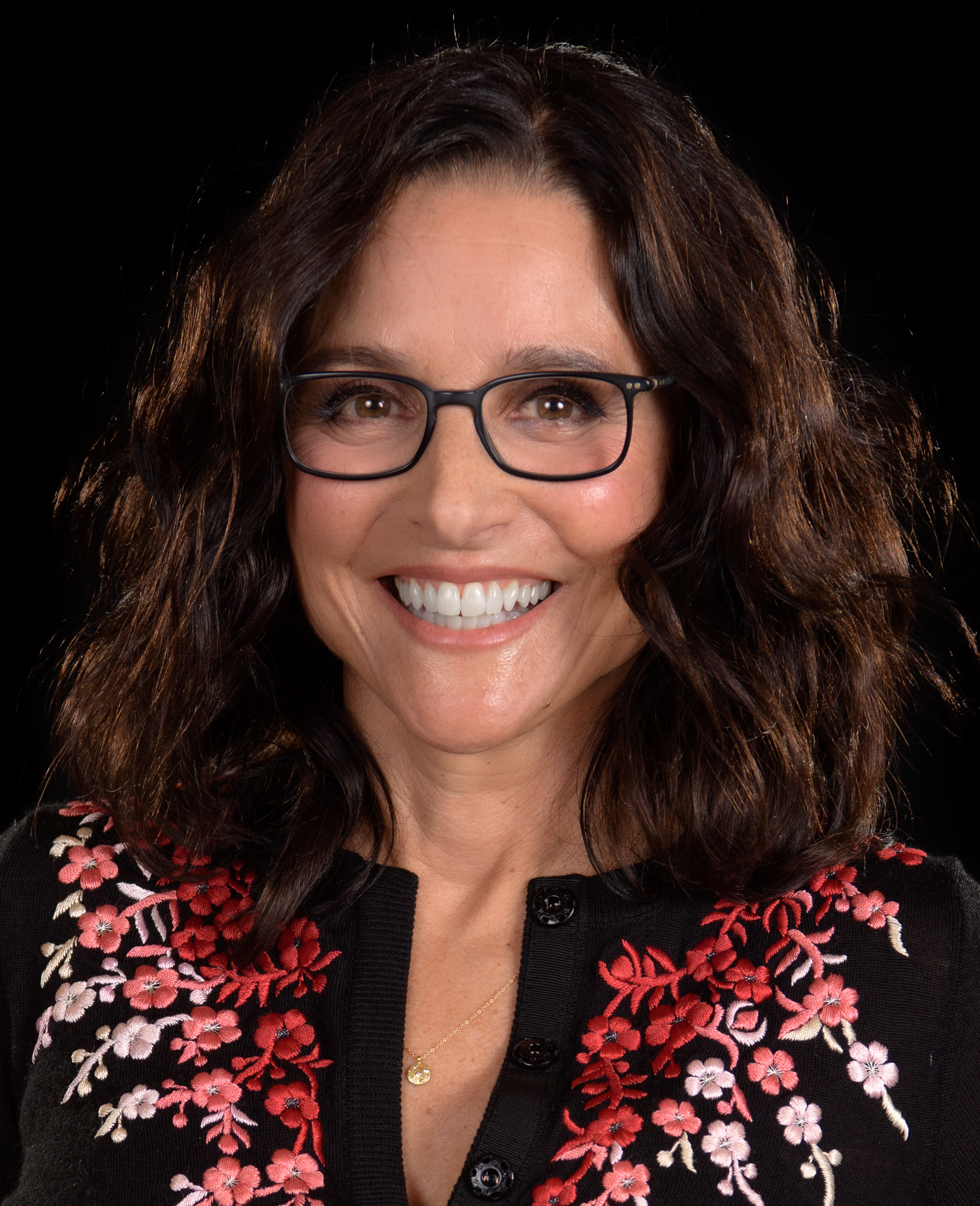
Julia Louis-Dreyfus, actriță americană
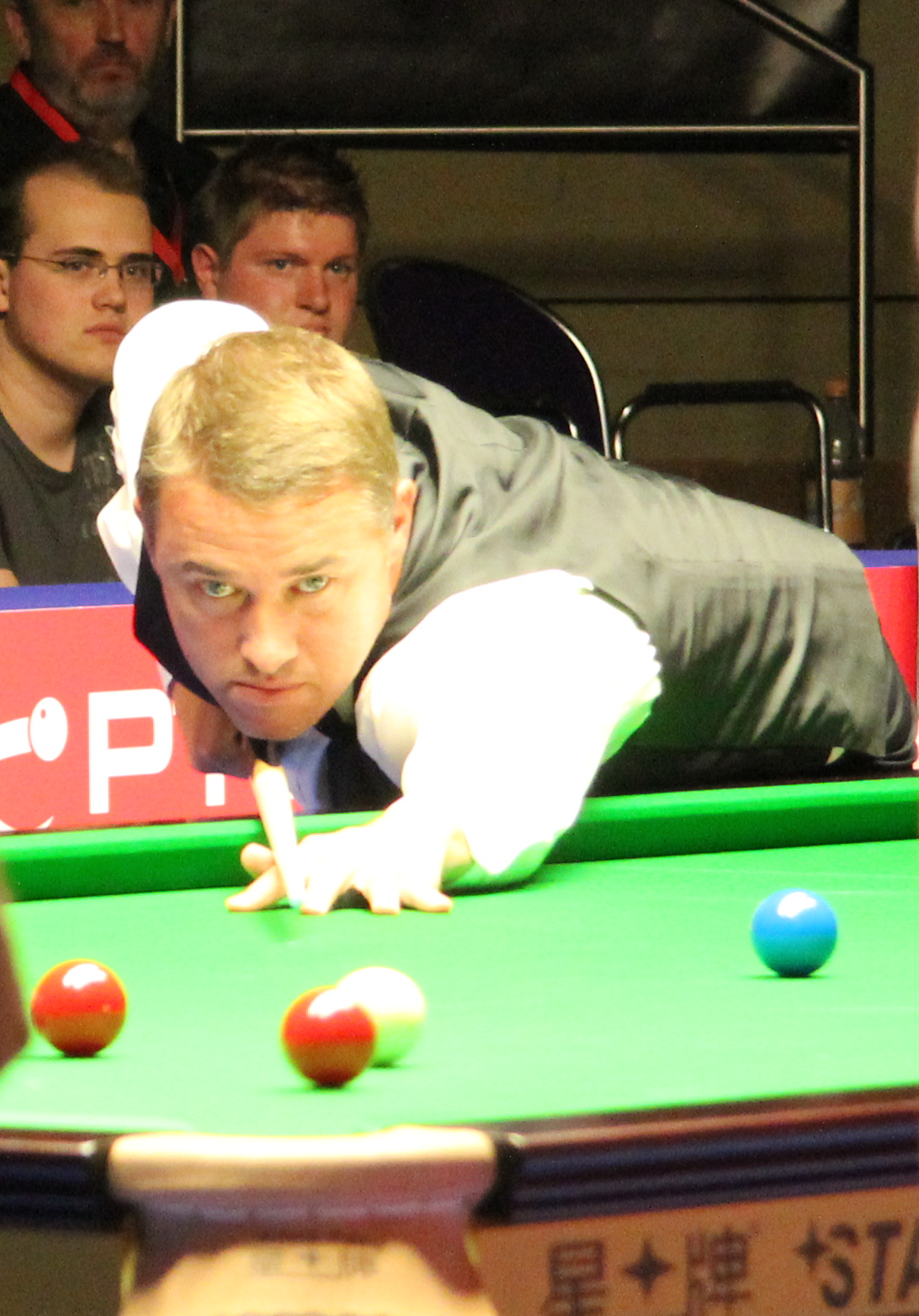
Stephen Hendry, jucător scoțian de snooker
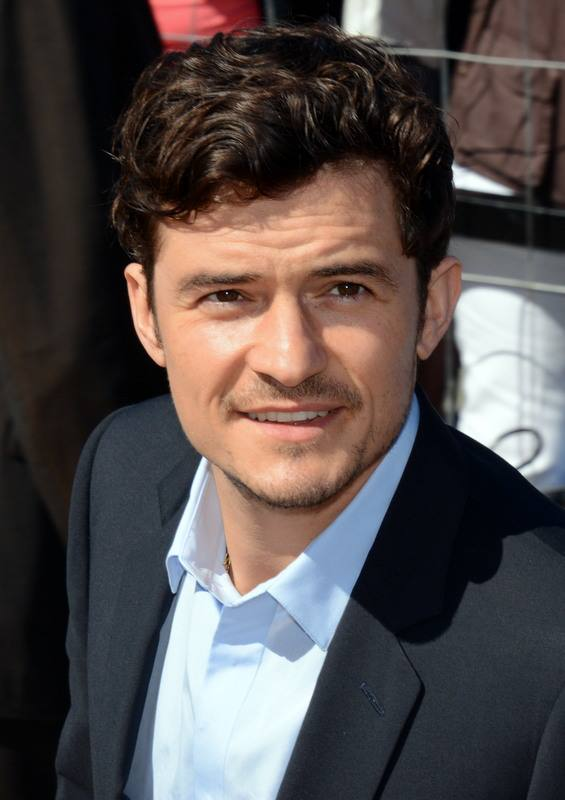
Orlando Bloom, actor britanic

- 1966: Patrick Dempsey, actor, pilot de curse american
- 1970: Marco Pantani, ciclist italian (d. 2004)
- 1972: Cătălin Mitulescu, regizor român
- 1972: Toni Tecuceanu, actor român (d. 2010)
- 1975: Daniel Kehlmann, scriitor german
- 1975: Rune Eriksen, chitarist norvegian
- 1976: Michael Peña, actor, muzician american de origine mexicană
- 1977: Orlando Bloom, actor britanic
- 1982: Erwann Le Péchoux, scrimer olimpic francez
- 1985: Renal Ganeev, scrimer rus
- 1987: Floarea Leonida, gimnastă română
- 1987: Alexandru Pliușchin, ciclist din Republica Moldova
- 1990: Liam Hemsworth, actor australian
- 1997: Egan Bernal, ciclist columbian

## Decese
- 1625: Jan Brueghel cel Bătrân, pictor flamand (n. 1568)
- 1735: Polixena de Hesse-Rotenburg, soția lui Carol Emanuel, Prinț de Piemont (n. 1706)
- 1797: Elisabeth Christine de Brunswick-Wolfenbüttel, soția regelui Prusiei Frederic cel Mare (n. 1715)
- 1780: Luise Amalie de Braunschweig-Wolfenbüttel (n. 1722)
- 1843: Prințesa Louise Auguste a Danemarcei, fiica regelui Christian al VII-lea al Danemarcei (n. 1771)
- 1892: Marele Duce Constantin Nicolaevici al Rusiei, fiul Țarului Nicolae I, vicerege al Poloniei, președinte al Consiliului de Miniștri (n. 1827)

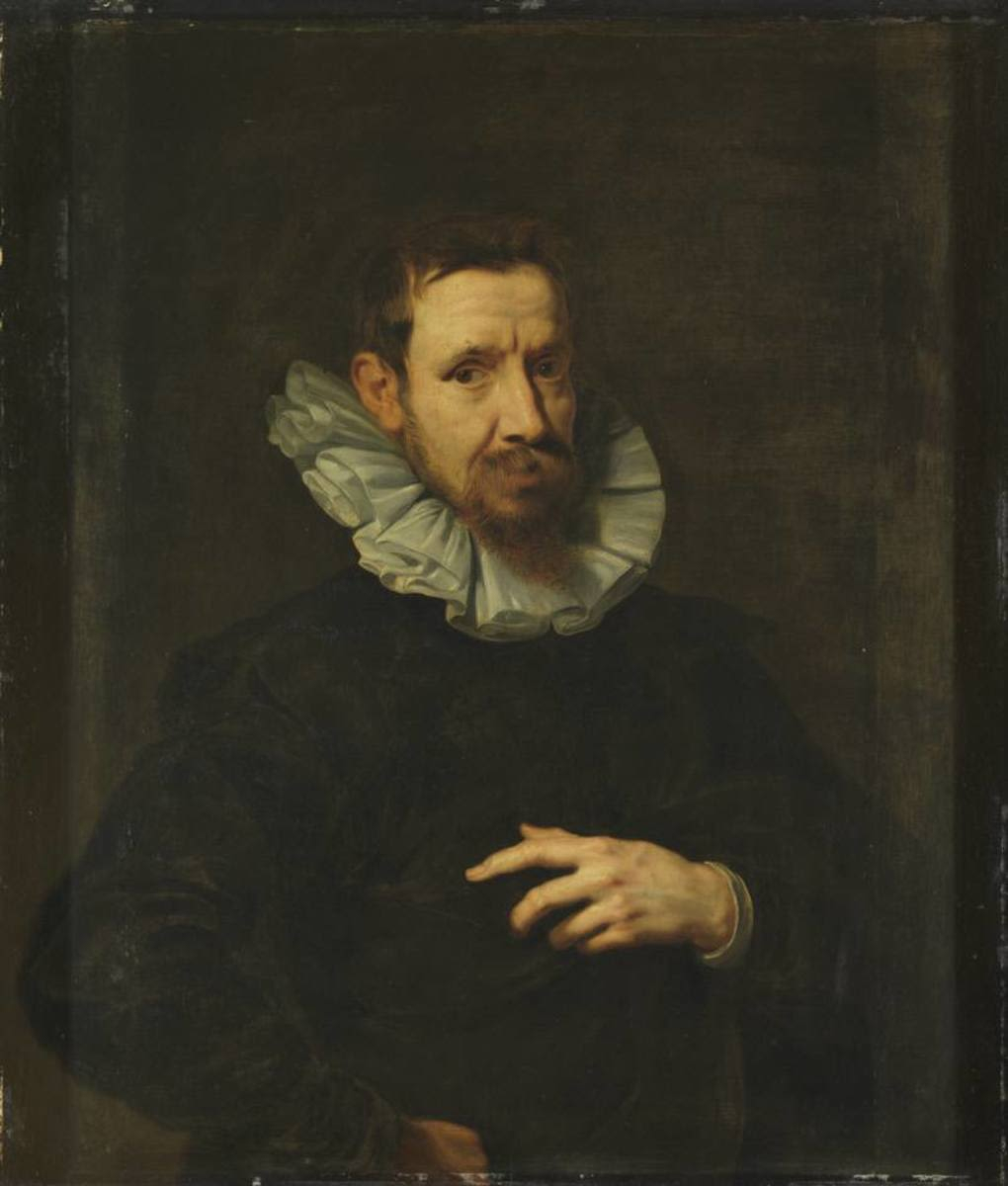
Jan Brueghel cel Bătrân, pictor flamand
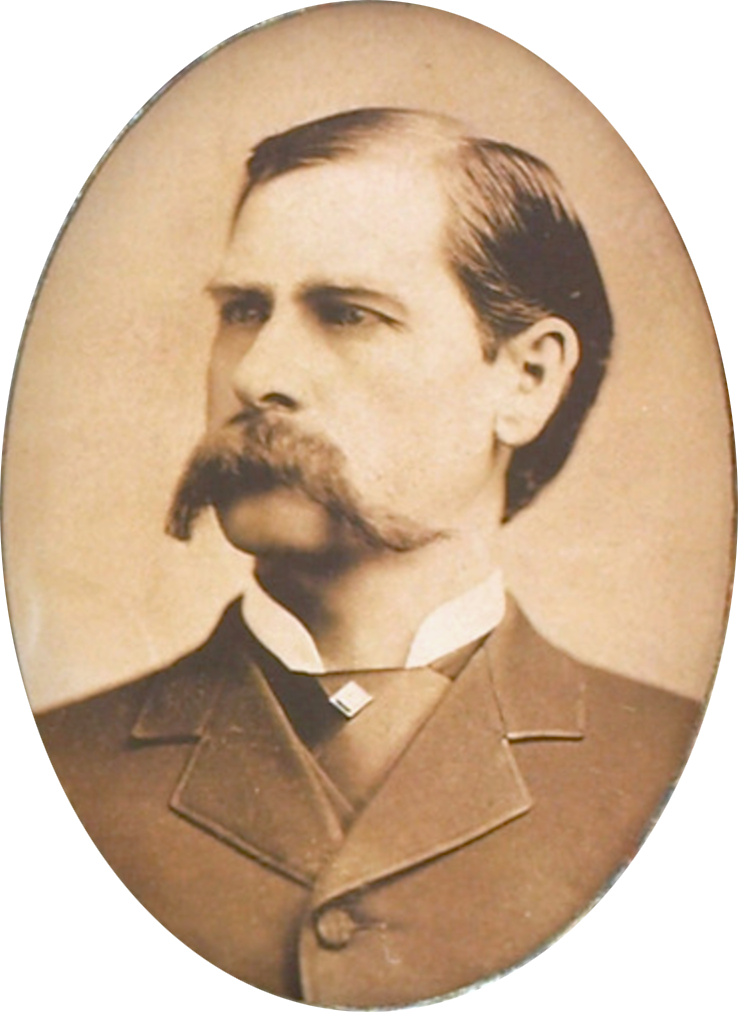
Wyatt Earp, om al legii și jucător de noroc din Vestul sălbatic
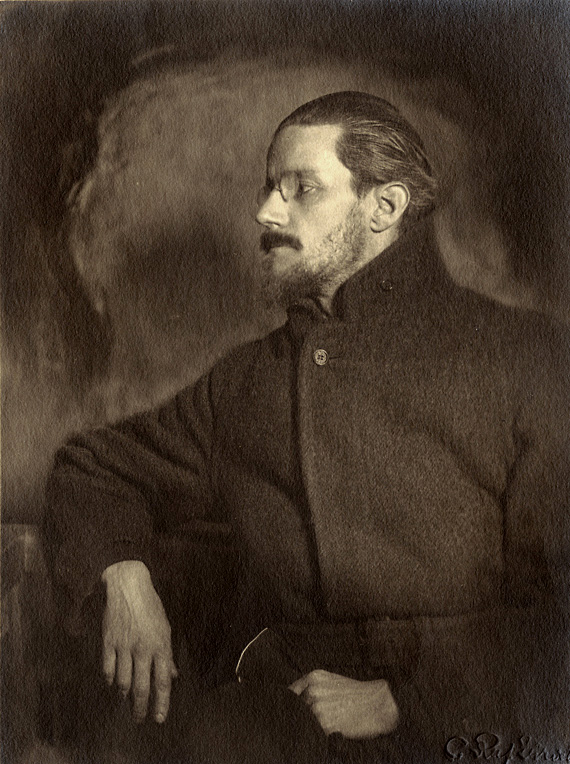
James Joyce, scriitor irlandez

- 1929: Wyatt Earp, legendarul justițiar, unul dintre cei mai cunoscuți pistolari din Vestul sălbatic (n. 1848)
- 1930: Émile-René Ménard, pictor francez (n. 1862)
- 1932: Sofia a Prusiei, regină a Greciei, soția regelui Constantin I al Greciei (n. 1870)
- 1937: Pierre Marcel-Béronneau, pictor francez (n. 1869)
- 1937: Vasile Marin, avocat și politician român, comandant legionar (n. 1904)
- 1937: Ion Moța, avocat și politician român, membru fondator al Legiunii Arhanghelul Mihail, cunoscută și sub denumire de Garda de Fier (n. 1902)
- 1941: James Joyce, scriitor irlandez de limbă engleză, fondatorul romanului modern (n. 1882)
- 1945: Zavaidoc (Marin Teodorescu), cântăreț român (n. 1896)
- 1958: Dan Botta, poet, eseist și dramaturg român (n. 1907)
- 1960: Sibilla Aleramo, scriitoare italiană (n. 1876)
- 1982: Marcel Camus, director francez de film (n. 1911)
- 2002: Ferdinand Weiss, pianist român (n. 1932)
- 2003: Giuseppe Petronio, critic literar și istoric italian (n. 1909)
- 2005: Amaury de Riencourt, scriitor și istoric francez (n. 1918)
- 2005: Ilie Todorov, regizor și actor de teatru și film din Republica Moldova (n. 1936)
- 2009: Patrick McGoohan, actor american de film, născut în Irlanda (n. 1928)
- 2014: Mișu Fotino, actor român (n. 1930)
- 2015: Valentin Nicolau, geofizician, scriitor și antreprenor român (n. 1960)
- 2017: Nicu Crețu, dirijor, compozitor, aranjor și violonist român (n. 1947)
- 2019: Phil Masinga, fotbalist sud-african (n. 1969)
- 2020: Ștefan Petrache, interpret de muzică ușoară din Republica Moldova (n. 1949)
- 2021: Gabriela Silvia Beju, sculptoriță română (n. 1947)
- 2021: Mircea Păcurariu, profesor universitar de teologie, istoric și preot român, membru titular al Academiei Române (n. 1932)
- 2022: Jean-Jacques Beineix, regizor de film francez (n. 1946)
- 2022: Victoria Berbecar, învățătoare și preoteasă română (n. 1944)
- 2024: András Csiky, actor român de origine maghiară (n. 1930)

## Sărbători
- Sf. Mc. Ermil si Stratonic (calendar crestin-ortodox, greco-catolic)
- Sf. Ier. Iacob, episcop de Nisibe (calendar crestin-ortodox)
- Sf. Ilarie de Poitiers, ep. și învățător al Bisericii (calendar anglican, romano-catolic, evanghelic, ortodox)

- India: Festivalul cămilei, în orașul-cetate Bikaner (13-14 ianuarie)
- Togo: Ziua națională. Ziua eliberării naționale (1967)
- Rusia: Ziua presei
- Suedia, Norvegia: Sărbătoarea Tjugondedag jul